# Волощенко Станіслав Анатолійович
Станіслав Анатолійович Волощенко (також знаний як Архимандрит Вселенського Престолу Методій Волощенко; нар. 24 травня 1992, м. Володимир) —доктор філософії (кандидат історичних наук), історик, кодиколог, палеограф, дослідник кириличних стародруків, реставратор, писанкар. Є кліриком Вселенського Патріархату, настоятелем українськомовної громади Константинополя. Здійснює опис стародруків і рукописів, займається реставрацією пам'яток письма та друку. Екс-директор Музею мистецтва давньої української книги (сектор Львівської національної галереї мистецтв). Стипендіат Бібліографічного Товариства Америки у 2023 році. Член The Balkan History Association [Архівовано 3 серпня 2020 у Wayback Machine.] і The Bibliographical Society of America. У 2020-2021 роках проходив наукове стажування у Варшавському університеті,  Бібліотеці князів Чарторийських та Бібліотеці Яґеллонського університету.

## Біографія
Навчався на катедрі давньої історії України та архівознавства історичного факультету Львівського університету. У студентські роки для навчання та з власної ініціативи багато часу проводив у бібліотеці, де і почав працювати з 2011 року. У бібліотеці Онуфріївського монастиря УГКЦ спочатку вивчав періодику та історичну літературу, а згодом опрацьовував колекцію кириличних стародруків. У 2014 році закінчив навчання, захистивши дипломну роботу на тему Василіанського шкільництва у Володимирі на Волині. Предметом дослідження стала освітня діяльність монахів-василіан, для збору інформації працював з джерелами в архівах Литви, Польщі та України.
Після навчання почав працювати реставратором книжок у Науковій бібліотеці Львівського національного університету. Натомість результатом роботи у бібліотеці Онуфріївського монастиря став каталог «Кириличні стародруки у фондах бібліотеки Отців Василіян» (Жовква, 2015).
У серпні 2017 року, маючи досвід у роботі зі стародруками та авторитет серед колег-науковців, був призначений завідувачем Музею мистецтва давньої української книги. До 2019 року займався описом колекції, яка зараз налічує близько 12 тисяч експонатів.
З 1 лютого по 31 липня 2020 року в межах програми Gaude Polonia проходив стажування в Бібліотеці Князів Чарторийських, де описував кириличні рукописні книги.
У вересні 2020 року успішно захистив дисертацію на тему "Устав церковний Єрусалимський XV-XVII ст.: кодикологічне дослідження кириличних списків, збережених в Україні" [Архівовано 8 жовтня 2020 у Wayback Machine.]. За матеріалами кандидатської дисертації у квітні 2021 року було видано монографію "Устав церковний Єрусалимський останньої третини XV - другої третини XVII ст.: кодикологічне дослідження кириличних списків, збережених в Україні". В ній презентовано результат дослідження 64 кириличних рукописних списків Уставу церковного Єрусалимського. Усі манускрипти були виявлені у наукових бібліотеках і музейних установах Києва, Львова, Ужгорода і Харкова. 
У жовтні 2020 року отримав стипендію Польського Комітету ЮНЕСКО (Polski Komitet ds UNESCO) і до кінця грудня проходив наукове стажування на Катедрі інтеркультурних студій Центрально-Східної Европи Відділу лінґвістики Варшавського університету (Katedra Studiów Interkulturowych Europy Środkowo-Wschodniej Wydziału Lingwistyki Stosowanej Uniwersytetu Warszawskiego).  
Від 1 травня 2021 року отримав стипедію Thesaurus Poloniae [Архівовано 1 травня 2021 у Wayback Machine.] від Міністра культури, національної спадщини і спорту Республіки Польщі, реалізацію якої здійснює Міжнародний Центр Культури в Кракові [Архівовано 1 травня 2021 у Wayback Machine.]. Завдяки їй протягом трьох місяців проходив стажування у Бібліотеці Яґеллонського університету
В результаті власних досліджень, віднайшов у колекції Бібліотеки князів Чарторийських у Кракові досі невідому частину Христонопільського Апостола. Таким чином, відкривши її для наукової спільноти.  
15 липня 2022 став переможцем конкурсу на отримання грантової підтримки Національної стипендіяльної програми Міністерства освіти, науки, досліджень та спорту Словацької Республіки. Урядова стипендія призначена для реалізації дослідницького проєкту "Кирилична рукописна спадщина XV-XVIII ст.: текст, територія, людина" у Словацькій національній бібліотеці" протягом вересня 2022 - червня 2023.  
8 серпня 2022 року отримав стипендію від Надзвичайного Фонду Наукового Товариства ім. Шевченка в США для провадження наукових студій, присвячених кириличній книжності.  
З дозволу та благословення Його Всесвятости Варфоломія І, архиєпископа Константинополя - Нового Риму і Вселенського патріарха, 26 грудня 2022 р. Станіслав Волощенко був пострижений у ченці та рукоположений у священники з іменем Методій на честь рівноапостольного святителя Методія, архиєпископа Моравського, учителя слов’ян. Постриг і хіротонію звершив високопреосвященніший Іов (Геча), митрополит Пісідійський, іпертим і екзарх Сіде та Анталії у храмі святителя Миколая, архиєпископа Мир Лікійського у Константинополі (Стамбулі). Отець Методій призначений настоятелем українськомовної громади Константинополя, яка діє при церкві святого Миколая Чудотворця Cibali.
27 січня 2023 став стипендіатом Бібліографічного Товариства Америки. 
10 травня 2023, у день Переполовинення Пʼятидесятниці, Його Всесвятість Вселенський Патріарх Варфоломій надав о. Методію титул Архимандрита Вселенського Престолу.
Протягом 2020-2023 разом із Олександром Охріменком брав участь у книговидавничому проєкті «Повертаємо в Україну культурну спадщину». Результатом цього проєкту стала публікація факсиміле Христинопільського Апостола ХІІ ст. видавництвом «Горобець». Станіслав Волощенко був упорядником видання манускрипту й автором кодикологічного дослідження.
У 2024 був науковим редактором журналу „Studies into the History of the Book and Book Collections"  („Z Badań nad Książką i Księgozbiorami Historyczny"), індексованого у бібліографічній і реферативній базі даних Scopus. Том 18, номер 1 вийшов під назвою „Book heritage in danger: Ukrainian bibliography studies" . Він присвячений українській книжковій спадщині ранньомодерного та модерного часу, яка через військову агресію Російської Федерації проти України перебуває в небезпеці знищення. У першому випуску тому 18 уміщено сім наукових статтей українських науковців: Станіслава Волощенка, Наталії Бондар, Ольги Ткачук, Ольги Максимчук, Наталії Заболотної, Івана Альмеса та Світлани Потапенко. Усі статті опубліковано англійською мовою, аби наукова світова спільнота почула голос українських вчених і якнайповніше ознайомилася з дослідженнями тої книжкової спадщини, яка тепер під обстрілами і на межі знищення.

## Лекторій Перетца
Разом із Українським товариством взаємодопомоги в Стамбулі 23 лютого 2023 започаткував Лекторій-робітню імени Володимира Перетца. Це публічний міждисциплінарний Лекторій дослідників у галузі гуманітаристики для широкого загалу. Засідання відбуваються у змішаній формі у конференц-залі Українським товариством взаємодопомоги в Стамбулі. Модерує лекції Станіслав Волощенко. Патроном Лекторію є Володимир Перетц (1870–1935) – видатний український філолог, літературознавець, професор Університету Святого Володимира в Києві, академік Української Академії Наук, дійсний член Наукового Товариства імени Шевченка. Автор понад 300 праць з літературознавства, джерелознавства, історіографії, археології, бібліографії, а також видавець джерел до історії української мови, літератури та історії. У 1907 у Києві заснував філологічний семінар, що діяв протягом восьми років. З нього вийшло 30 дослідників історії української літератури, серед яких Варвара Адріянова-Перетц, Володимир Розов, Сергій Маслов, Євген Тимченко, Леонід Білецький, Михайло Драй-Хмара, Олександр Грузинський, Володимир Маслов, митрополит Іларіон Огієнко, Олександр Назаревський.
На Лекторії імени Перетца уже виголошено 17 доповідей:
Станіслав Волощенко – Пересопницьке Євангеліє як символ державности і незламности (23 лютого 2023); Списки Єрусалимського Уставу 15-17 ст. в українських колекціях. Презентація монографії (24 травня 2023); Міграція книг. Христинопільський Апостол ХІІ ст. (27 вересня 2023);
Людмила Недільська – Марія Грушевська – дружина Глави Української Народної Республіки. Непроста доля талановитої українки (16 березня 2023);
Іов Геча – З Константинополя до Києва: Порядок Божественної Літургії Патріарха Філотея Коккіна в перекладі митрополита Кипріяна Цамблака (27 квітня 2023);
Тетяна Водотика – Виклик. Шанс. Зміна. Підприємництво (14 червня 2023);
Людмила Павловська – Мова і Культура (26 жовтня 2023);
Олександр Охріменко – Українські середньовічні книги – між спадщиною нації та ідентичністю сучасности (23 листопада 2023);
Олександр Охріменко, о. Методій Волощенко, Ганна Горобець – Христинопільський Апостол ХІІ ст. Презентація факсиміле (28 лютого 2024).
Іван Альмес – Локальний святий: культ Йова Жаліза у Почаївському монастирі XVIII ст. (29 квітня 2024).
Ірина Кушнір – Лінгвоментальний сценарій повернення до мовного дому (30 травня 2024).
Аґнєшка Хамера-Новак, Станіслав Волощенко, Наталія Бондар, Ольга Ткачук, Ольга Максимчук, Наталія Заболотна, Іван Альмес, Світлана Потапенко, Олександр Охріменко, Єржи Остапчук - Book Heritage in Danger: Ukrainian Bibliography Studies Презентація нового числа журналу Z Badań nad Książką i Księgozbiorami Historycznymi (t. 18, nr. 1) (26 вересня 2024).
Блаженніший Святослав Шевчук – Україна стоїть! Україна бореться! Україна молиться! Презентація книги Блаженнішого Святослава Шевчука, Отця і Глави УГКЦ (25 жовтня 2024). 
Тетяна Пʼянкова – Голодомор в Україні. Презентація книги «Вік червоних мурах» (10 листопада 2024).
Тетяна Фецан - Мовна свідомість як фактор збереження національної ідентичности українців у Туреччині (2 березня 2025).
Ольга Петришин - «У моїй любові». Презентація поетичної збірки Ольги Петришиної (22 червня 2025).
Любов Струганець - Мовна ситуація і мовна політика в Україні (29 червня 2025).

## Наукові праці

### Каталоги
- Кириличні стародруки у фондах бібліотеки Отців Василіян при Свято-Онуфріївському монастирі у Львові XVI—XIX століть (Жовква, 2015). [Архівовано 24 серпня 2021 у Wayback Machine.] Каталог є результатом науково-бібліогафічного опрацювання кириличних стародруків XVI–ХІХ століть, що зберігаються у фондах бібліотеки Отців Василіян при Свято-Онуфріївському монастирі у Львові. У каталозі вміщено детальні описи книг та покажчики, що надійшли у бібліотеку протягом 1989–2015 рр. Описана колекція кириличних стародруків нараховує 69 примірників і є однією з найбільших бібліотечних колекцій відроджених василіанських монастирів, а також й інших чернечих чинів та згромаджень Української Греко-Католицької Церкви. У каталозі описано книжкові пам'ятки, що вийшли друком в Острозі, Львові, Києві, Почаєві, Уневі, Супраслі, Москві та в старообрядницьких друкарнях. Видання вводить у науковий обіг новий книгознавчий матеріал, який може бути джерелом для історико-книгознавчих досліджень та різнобічних гуманітарних студій.

- Колекція Митрополита Володимира (Сабодана): рукописи, стародруки і рідкісні видання. Каталог (Київ, 2017). [Архівовано 24 серпня 2021 у Wayback Machine.] Праця включає детальні науково-бібліографічні описи 129 примірників рукописів та стародруків XVI — початку XIX ст. і рідкісних видань ХІХ — початку ХХ ст. Значну частину — 88 позицій — становлять стародруки. Ця колекція зберігається в музеї митрополита, проте до каталогу увійшли також декілька книжок (стародруки та видання початку ХХ ст.) подаровані у 2007 році митрополитом Володимиром Національній бібліотеці України імені В. І. Вернадського.Серед описаних примірників Новий Завіт і Псалтир друку Івана Федоровича (Острог, 1580), Требник Петра Могили (Київ, 1646), Патерик Печерський (Київ, 1678), твори українських авторів XVII — XVIII ст. Інокентія Ґізеля (Київ, 1669), Лазаря Барановича (Київ, 1674), Василя Григоровича-Барського (Санкт-Петербург, 1778), окремі томи «Книги житій святих» Димитрія Туптала (Київ, 1689, 1764; Москва, 1759, 1767). Також привертає увагу праця Йоганна Гербінія, присвячена печерам і мощам святих Києво-Печерської лаври («Religiosae Kijoviensis cryptae, sive Kijovia subterranea»: Йена, 1675). Крім нових примірників відомих видань, каталог вводить до наукового обігу й детальну інформацію про книги, досі не зафіксовані у книгозбірнях України. Наприклад, у колекції представлено повним примірником Каноник почаївського друку 1776 р., який досі був знаний лише за бібліографічними згадками, і то без деталей щодо обсягу та оформлення. Важливою складовою каталога є частина, що охоплює рідкісні видання ХІХ— початку ХХ ст.: наприклад, серед них, окрім богослужбових та богословських книг, є видання поезій Віктора Гюґо (Париж, 1835). Що ж до рукописів, то в каталозі представлено як рукописні книги, так і розпорядчі документи київських митрополитів Рафаїла Заборовського (1731–1746), Арсенія Могилянського (1757–1770) і Гавриїла Кременецького (1770–1783). Каталог переміг в одній з номінацій премії «Книжка року-2017» [Архівовано 2 лютого 2020 у Wayback Machine.] і отримав схвальні відгуки науковців:

|                                        | Ґрунтовні описи видань і примірників включають усі традиційні позиції. Особливо варто наголосити на детально розписаному змісті видання за сторінками… Упорядник відтворював покрайні записи з дотриманням автентичного написання… Заслуговують на особливу увагу детальні описи оправ — з характеристикою матеріалів та оздоблення, а також переліком використаних інструментів тиснення, встановлених за відбитками. Поглиблену увагу до особливостей оправ і фізичного стану примірників, що нечасто трапляється в бібліографічних описах, зумовлено підходом упорядника не тільки як книгознавця, а і як професійного реставратора.. |
| — Наталія Заболотна, Рецензія на книгу | |

### Монографії
- Устав церковний Єрусалимський останньої третини XV - другої третини XVII ст.: кодикологічне дослідження кириличних списків, збережених в Україні [Архівовано 1 травня 2021 у Wayback Machine.]: монографія / Станіслав Анатолійович Волощенко; НАН України, Інститут української археографії та джерелознавства ім. М. С. Грушевського. Київ, 2021. 252 с.; іл.

### Статті
- Світські викладачі Володимирської василіанської повітової школи в першій третині ХІХ століття. [Архівовано 24 серпня 2021 у Wayback Machine.] Науковий вісник Східноєвропейського національного університету імені Лесі Українки. Серія: Історичні науки, 2014.

- Крехівський устав XVII ст.: Кодикологічний опис пам'ятки. [Архівовано 24 серпня 2021 у Wayback Machine.] Рукописна та книжкова спадщина України, 2016.

- Устав церковної служби: Білостоцький Устав. [Архівовано 13 жовтня 2020 у Wayback Machine.] Рукописна та книжкова спадщина України, 2017.
- Світські викладачі Володимирської василіянської повітової школи в першій третині ХІХ століття: реконструкція «Колективного портрету». «Чин Святого Василія Великого: із народу — народові»: збірка наукових статей, 2017.
- Поменник Лаврівського Свято-Онуфріївського чоловічого монастиря 1661—1896 рр.: кодикологічний та археографічний опис. [Архівовано 24 серпня 2021 у Wayback Machine.] Дрогобицький краєзнавчий збірник, 2017.

- Устав церковний Єрусалимський: кодикологічне дослідження рукописних списків XVII ст. із колекції Інституту рукопису НБУВ. Науковий вісник Східноєвропейського національного університету імені Лесі Українки. Серія: Історичні науки, 2018.

- Списки Уставу церковного Єрусалимського XVII ст.: датування, переписувачі, локалізація, побутування (За матеріалами Інституту рукопису НБУ імені В. І. Вернадського). [Архівовано 24 серпня 2021 у Wayback Machine.] Рукописна та книжкова спадщина України, 2018.
- Иерусалимский Устав 1603 г. из коллекции Национальной библиотеки Украины имени В. И. Вернадского. [Архівовано 24 серпня 2021 у Wayback Machine.] Здабыткі: дакументальныя помнікі на Беларусі, 2018.

- Устав церковний із фондів Наукової бібліотеки Київського університету: атрибуція рукописної пам'ятки. [Архівовано 24 серпня 2021 у Wayback Machine.] Вісник Київського національного університету імені Тараса Шевченка. Серія «Історія», 2018.
- Історія створення і побутування кириличних кодексів Єрусалимського Уставу на теренах Волині. [Архівовано 24 серпня 2021 у Wayback Machine.] Острозький краєзнавчий збірник, 2018.
- Єрусалимські Устави XV—XVII сторіч як джерельна база досліджень і перспективи їх подального вивчення. [Архівовано 24 серпня 2021 у Wayback Machine.] Етнічна історія народів Європи: збірник наукових праць, 2019.
- Jerusalem Typikon of the 15th Century from the Collection of the Andrey Sheptytskyi National Museum in Lviv. [Архівовано 24 серпня 2021 у Wayback Machine.] Konštantínove listy, 2019.
- Between the Man's Hands and God's Eyes: The Psalter Of 1437 from the Collection of the Vernadskyi National Library of Ukraine [Архівовано 4 квітня 2020 у Wayback Machine.] (у співавторстві з Олександром Охріменком). Hiperboreea, 2019.
- Фрагменти із рукописного Апостола XVI століття. [Архівовано 24 серпня 2021 у Wayback Machine.] Садиба Франка: науковий збірник заповідника «Нагуєвичі», 2020.
- Rudolf Gutowski’s Gift to the Jagiellonian Library: Medieval Cyrillic Manuscripts from the Macedonian Treskavec Monastery [Архівовано 3 червня 2022 у Wayback Machine.] (у співавторстві з Олександром Охріменком). Hiperborea, 2022.
- Рукописні фрагменти PRZYB.299/71 із колекції Ягеллонської бібліотеки: кодиколого-текстологічне дослідження. Наукові праці Національної бібліотеки України імені В. І. Вернадського, 2022.
- Українське євангеліє 17 cт. У бібліотеці честера бітті: історія створення, користування та переміщення. Konštatínove listy, 2022.
- Ewangelia BJ 941 w kolekcji rękopisów Biblioteki Jagiellońskiej: społeczna historia kodeksu. Z Badań nad Książką i Księgozbiorami Historycznymi, 2022.
- Ensuring the preservation of cultural values of the Garrison Church and the Church of Paraskeva in Lviv during the war Волощенко, С., & Шпак, А. (2022). Забезпечення збереженості культурних цінностей Гарнізонного храму та церкви Параскеви у Львові в умовах війни. ТЕКСТ І ОБРАЗ: АКТУАЛЬНІ ПРОБЛЕМИ ІСТОРІЇ МИСТЕЦТВА, 1(13), 13–30.
- Cyrylickie pergaminy MS Fragm. 244 ze zbiorów Archiwum Archidiecezjalnego w Gnieźnie The Studies into the History of the Book and Book Collections 2022, vol. 16, no. 4
- A Recently Discovered Folia from the 12th-century Apostolus Christinopolitanus. Biblioteka, 26 (35), 33–85.
- The Apostolus Christinopolitanus: a codicological study of the Cyrillic codex of the twelfth century. 2023, Apostolus Christinopolitanus of the Twelfth Century: Facsimile Edition and Codicological Research
- Colophons in Cyrillic Codices as a Unique Socio-Cultural Phenomenon of Early Modern Times. Tom 18 Nr 1 (2024): Book heritage in danger: Ukrainian bibliography studies.
- Оттавський і Бухарестський фрагменти Христинопільського Апостола XII століття . Наукові праці Національної бібліотеки України імені В. І. Вернадського. - 2024. - Вип. 71. - С. 109-126.
- Дослідження Олени Еттінгер Середньовічних рукописів в 1930-х роках. ТЕКСТ І ОБРАЗ: АКТУАЛЬНІ ПРОБЛЕМИ ІСТОРІЇ МИСТЕЦТВА. Том 2 № 18 (2024). (у співавторстві з Олександром Охріменком).
- The Genesis of the Pomianyk as a Type of Manuscript Book in the Context of the Kyiv Metropolis Memorial Tradition (16th–18th сenturies). Z Badań nad Książką i Księgozbiorami Historycznymi 2025, t. 19, z. 1

### Матеріали конференцій
- Учнівський склад Володимирського василіанського колегіуму в першій третині ХІХ століття. II Lubelska Jesień Historyczna: Materiały z Międzynarodowej Studencko-Doktoranckiej Konferencji Naukowej, 25-27 жовтня 2013.
- Києво-Печерські кириличні стародруки XVII—XVIII ст. у фондах Львівської центральної провінційної бібліотеки Отців Василіян при Свято-Онуфріївському монастирі. Міжнародна наукова конференція «Глобалізація / європеїзація і розвиток національних слов'янських культур», 24 травня 2016.
- Служебник 1747 р. із Лаврівського Онуфріївського монастиря. Чотирнадцята Міжнародна наукова конференція «Церква — наука — суспільство: питання взаємодії», 25 травня–3 червня 2016.
- Церковний устав XVII ст. із Крехівської обителі. Міжнародна наукова конференція «Бібліотека. Наука. Комунікація: формування національного простору», 4-6 жовтня 2016.
- Вкладні записи 17-18 сторіч на книгах із Колекції митрополита Володимира (Сабодана). Міжнародна наукова конференція «Слов'янознавство і нові парадигми та напрями соціогуманітарних досліджень», 24 травня 2017.
- «Многогрішні» та «недостойні»: переписувачі Єрусалимських Уставів XVI—XVII сторіч. Міжнародна наукова конференція «Бібліотека. Наука. Комунікація: 100-річчя Національної бібліотеки України імені В. І. Вернадського», 6-8 листопада 2018.
- Стан збереженості кириличних списків Єрусалимських Уставів XV—XVII сторіч як джерело до історії побутування, користування та поновлення. Міжнародна науково-практична конференція «Сучасні проблеми консервації і реставрації пам'яток мистецтва та писемної культури на пергаментній і паперовій основах», 23 листопада 2018.
- Локалізація побутування кириличних списків Єрусалимського Уставу. XV Міжнародныя кнігазнаўчыя чытанні, 4-5 квітня, 2019.

- Колофони кириличних списків Єрусалимського Уставу: від «ізволенія» до «совершенія». [Архівовано 26 травня 2021 у Wayback Machine.] Міжнародна наукова конференція до Дня слов'янської писемності і культури «Сто років академічної славістики в Україні: здобутки і перспективи», 24 травня 2018.

- Фрагменти стародруків у рукописних книгах як джерело при атрибуції оправ (за матеріалами кодексів Єрусалимського Уставу та Мінеї служебної з колекції Інституту рукопису НБУВ). Науковий семінар «Фрагментологія: теорія та практика роботи із рукописними та стародрукованими фрагментами», 14 грудня 2018 року.
- Вкладні записи на рукописних кодексах Єрусалимських уставів XVI—XVII ст. Сімнадцята Міжнародна наукова конференція «Церква — наука — суспільство: питання взаємодії», 28 травня–1 червня 2019.

- Замовники рукописних кодексів ранньомодерногочасу: персоналії, соціальний статус, мотиви (на прикладі Єрусалимських Уставів). Міжнародна наукова конференція «Суспільства середньовічного та раннього нового часу і їх цивілізаційна спадщина», 16 травня 2019.
- Краківські фрагменти Христинопільського Апостола ХІІ сторіччя. [Архівовано 26 травня 2021 у Wayback Machine.] Міжнародна наукова конференція до Дня слов'янської писемності і культури, 25 травня 2021.
- Пергаментні фрагменти Апостола з колекції Бібліотеки князів Чарторийських: атрибуція тексту. [Архівовано 28 жовтня 2021 у Wayback Machine.] Бібліотека. Наука. Комунікація. Від управління ресурсами – до управління: матеріали Міжнародної наукової конференції, 5–7 жовтня 2021.
- «A Beautiful Copy»: бодлеянський примірник Апостола (1574) Івана Теодоровича. Бібліотека. Наука. Комунікація. Актуальні питання збереження та інноваційного розвитку наукових бібліотек : матеріали Міжнар. наук. конф. (3–5 жовт. 2023 р.).
- Cyrillic Old Prints in Zielona Góra (Poland). 2024, Library. Science. Communication. Integration Into the International Library Field: Materials of the International Scientific Conference.

Огляди та рецензії
- Під звуки сирен. Огляд на виставку «Рисунок» Арсена Шпака у Львові. ТЕКСТ І ОБРАЗ: АКТУАЛЬНІ ПРОБЛЕМИ ІСТОРІЇ МИСТЕЦТВА, 2023. 1(15), 149–154. https://doi.org/10.17721/2519-4801.2023.1.12
- Katalog druków cyrylickich XV–XVIII wieku w zbiorach Zakładu Narodowego im.Ossolińskich,opracowała Olga Tkachuk; przy współpracy Doroty Sidorowicz-Mulak (Wrocław: Wydawnictwo Ossolineum, 2022), 247 s.: il. Київська Академія, (21), 359–364.

### Видання джерел
Христинопільський Апостол XII століття : Факсимільне видання та кодикологічне дослідження / Упорядник та автор дослідження архим. Методій (Станіслав) Волощенко; вступна стаття Олександра Охріменка. Київ : Видавництво “Горобець”, 2023. xvii, 606, CL c. ISBN 978-966-2377-64-4

### Науковий редактор журналу
Stanislav Voloshchenko, Preface, “The Studies into the History of the Book and Book Collections”, 18, no. 1, 2024, pp. 9–12